# Baía de Wismar

Mapa da baía de Wismar (em alemão Wismarer Bucht)

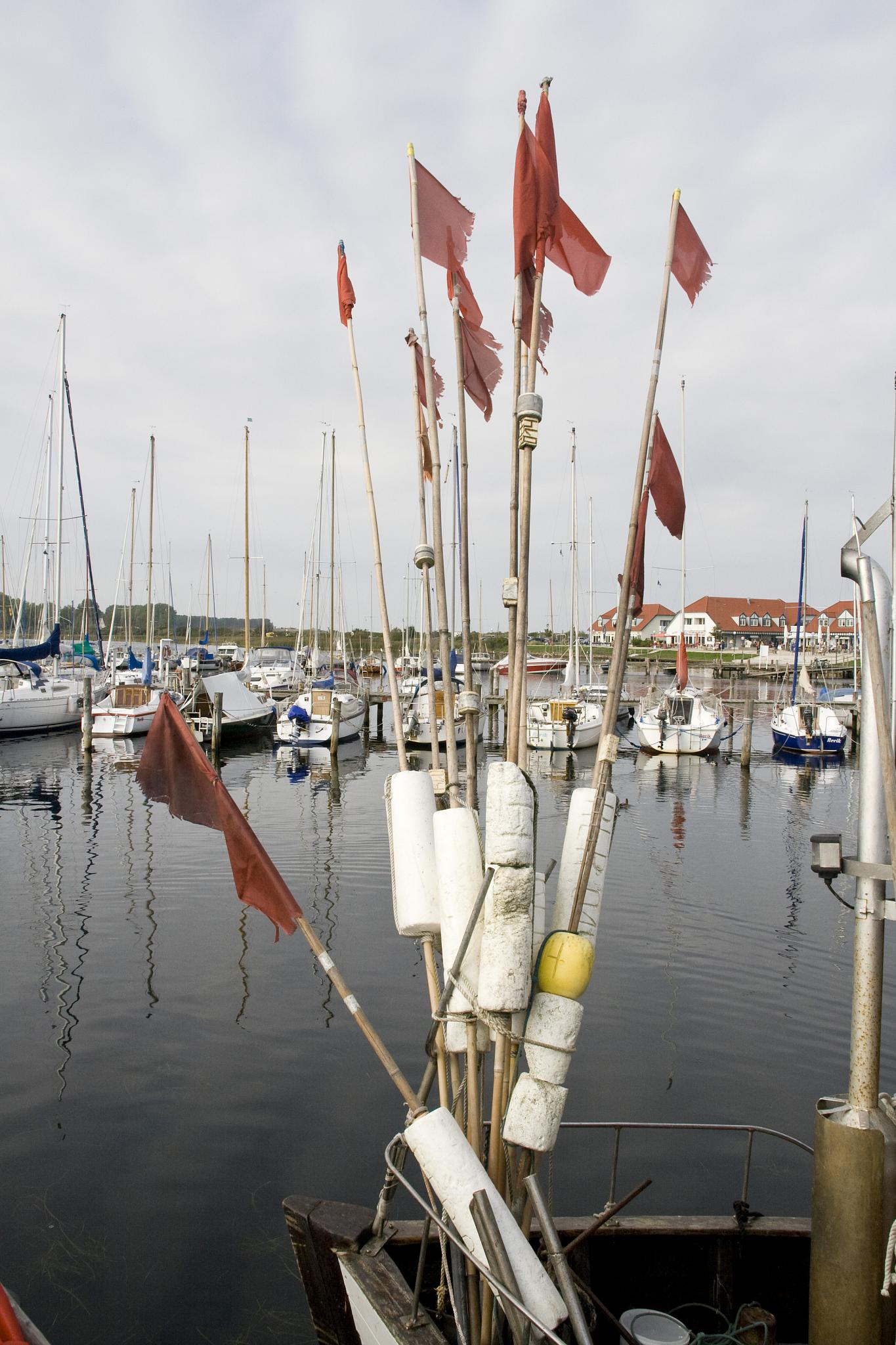
Barcos atracados na baía de Wismar

A baía de Wismar (em alemão:  Wismarer Bucht) é uma baía multi-seccionada no sudoeste do mar Báltico, na costa do estado alemão de Mecklemburgo-Pomerânia Ocidental, junto a Wismar e parte da baía de Mecklemburgo.
O seu comprimento máximo é de 22 km. As águas circundam a Ilha de Poel.
A baía de Wismar é tida como um dos melhores portos naturais do norte da Europa e foi o destino de muita navegação até à década de 1910, quando as profundidades baixas de cerca de 5 m se tornaram demasiado pequenas para navios mais modernos.